# Мельничный Ручей (деревня)
Мельничный Ручей (фин. Myllyoja) — упразднённая деревня на территории Романовского сельского поселения Всеволожского района Ленинградской области, в настоящее время — обособленный комплекс зданий магнитной станции «Мельничный Ручей».

## История
В годы шведского владычества на левом берегу Мельничного ручья возникла деревня Ряпивела (швед. Räpivela) или Ряяпювя (фин. Rääpyvä). Впервые она упоминается в шведских переписях населения 1675 года. Деревня дала название местной лютеранской общине Ряяпювя, основанной в 1685 году и мызе Рябово, просуществовавшей на этом месте около 50 лет.
Старая мыза Рябово, впервые отмеченная на картах 1727 года, после постройки в 1770-е годы бароном И. Ю. Фридриксом усадебного дома на Румболовской горе потеряла значение административно-хозяйственного центра и превратилась в маленькую деревушку при водяной мельнице. Как деревня Мельница на Мельничном ручье она упоминается на картах конца XVIII века. 
До середины XIX века плотина на Мельничном ручье поддерживала высокий уровень воды, однако в конце 1860-х годов, когда начался массовый приток переселенцев из Финляндии, деревню Мельница поглотил посёлок финляндских арендаторов, устроенный помещиками Всеволожскими на правом берегу Мельничного ручья, а плотина была разобрана. Финны называли посёлок Myllyoja (Мельничный Ручей), в русскоязычных документах он также назывался Мельничный Ручей, на картах же обозначался как Мельничные Ручьи (Мельничьи Ручьи).
Согласно подворной переписи 1882 года в Мельничном Ручье проживало исключительно пришлое население. Всего в нём насчитывалось 11 домов и 11 семей арендаторов земли, 16 человек мужского и 25 женского пола, все лютеране. В пользовании у них была 61 десятина земли, где они выращивали картофель, овёс, а также рожь и ячмень. В хозяйстве у них было 7 лошадей и 12 коров. Занимались извозом.

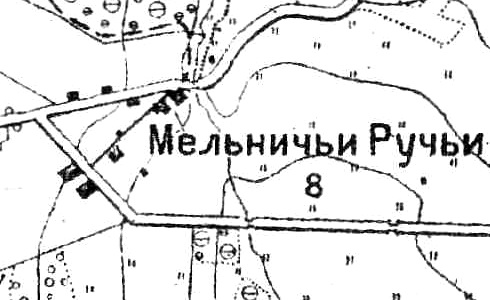
План посёлка Мельничьи Ручьи. 1895 год

Согласно топографической карте 1895 года посёлок назывался Мельничьи Ручьи и насчитывал 8 крестьянских дворов.
Постепенно его население росло:

МЕЛЬНИЧНЫЙ РУЧЕЙ — посёлок арендаторов при шоссейной дороге, при ручье 13 дворов, 28 м. п., 34 ж. п., всего 62 чел. (1896 год)

Административно он входил в состав Рябовской волости Шлиссельбургского уезда Санкт-Петербургской губернии. Его население было однородным — финским, которое составляли переселенцы и потомки переселенцев из Финляндии, так называемые «финляндские карелы».

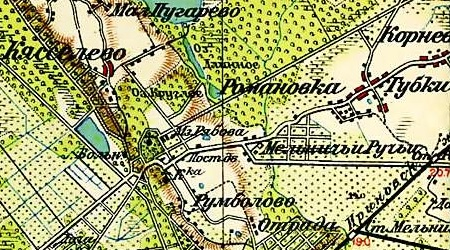
Деревня Мельничьи Ручьи на карте 1914 года

Согласно церковным регистрационным книгам 1905—1929 годов это была уже деревня Мельничный Ручей, населённая уроженцами Финляндии и относящаяся к Рябовскому лютеранскому приходу.
По данным Рябовского продовольственного комитета на начало 1918 года в деревне проживало 72 человека.
По сведениям Рябовского волостного совета в феврале 1921 года в деревне насчитывалось 68 жителей, в апреле — 69, в декабре — 77. Деревня состояла из 14 дворов.
В конце 1924 года в деревне Мельничный Ручей, учитываемой совместно с соседней деревней Минулово, числилось 103 мужского и 115 женского пола, всего 218 прихожан Рябовской лютеранской церкви.
По данным переписи населения 1926 года Мельничный Ручей также была деревней с преимущественно финским населением:

МЕЛЬНИЧНЫЙ РУЧЕЙ — деревня Романовского сельсовета Ленинской волости Ленинградского уезда, 17 хозяйств, 88 душ.

Из них: русских — 2 хозяйства, 8 душ; финнов-суоми — 13 хозяйств, 72 души; эстов — 1 хозяйство, 2 души; поляков — 1 хозяйство, 6 душ. (1926 год)

Деревня входила в состав Романовского финского национального сельсовета.

Деревня Мельничьи Ручьи на картах 1930 годов
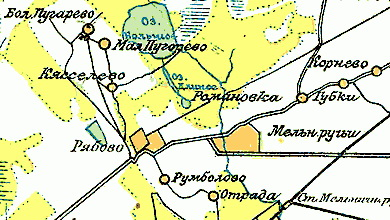
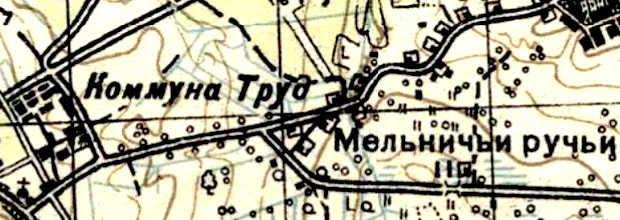

В документах 1920—1930-х годов деревня называлась как Мельничный Ручей, так и Мюллюоя. На картах же деревня обозначалась как Мельничьи Ручьи. Согласно топографической карте РККА 1931 года деревня насчитывала 11 дворов.
В 1938 году население деревни Мельничный Ручей  насчитывало 60 человек, из них русских — 15 и финнов — 45 человек.
По данным переписи населения 1939 года:

МЕЛЬНИЧНЫЙ РУЧЕЙ — деревня Романовского сельсовета Всеволожского района, 119 чел. (1939 год)

Согласно постановлению Военного Совета Ленинградского фронта № 00714-а от 20 марта 1942 года всё финское население деревни было депротировано.
В послевоенное время на её территории была организована магнитная станция «Мельничный Ручей», так называемая «Магнитка», изучающая, по словам большинства интернет-публикаций «магнитное поле Земли». На самом деле, перечень объектов измерений был несколько шире, и выходил за пределы академически-фундаментальных интересов в область утилитарно-прикладную, причём оборонного значения. Замер магнитных характеристик изделий является важной составной частью госприёмки военно-промышленного комплекса. Это направление деятельности, а также зарисовки из жизни магнитной станции «Мельничный Ручей» в советское время, зафиксировал в своих воспоминаниях писатель И. П. Штемлер:

Магнитная станция, где испытывали и настраивали продукцию завода после сборки, находилась в посёлке Мельничный Ручей под Ленинградом. «Поместье» Ивана Яковлевича Бедекера – директора станции – размещалось у самого леса и состояло из нескольких специально оборудованных деревянных домов, пикетов, избы-хозблока и фруктового сада. По утрам сотрудники станции садились у завода в автобус и отправлялись в Мельничный Ручей, на работу…

## География
Находится между 11-м и 12-м километрами автодороги 41К-065 «Дорога жизни» (Санкт-Петербург — Матокса), в месте примыкания к ней автодороги 41К-070 (Дорога жизни — Посёлок имени Морозова).
Территорию упразднённой деревни с севера на юг пересекает Мельничный ручей, правый приток реки Лубья.

## Административное подчинение
- с 1 марта 1917 года — в Романовском сельсовете Рябовской волости Шлиссельбургского уезда.
- с 1 февраля 1923 года — в Романовском сельсовете Рябовской волости Ленинградского уезда.
- с 1 февраля 1924 года — в Романовском сельсовете Ленинской волости.
- с 1 августа 1927 года — в Романовском сельсовете Ленинского района Ленинградского округа.
- с 1 июля 1930 года — в Романовском сельсовете Ленинградского Пригородного района Ленинградской области.
- с 1 августа 1936 года — в Романовском сельсовете Всеволожского района.
- с 1 января 1939 года — во Всеволожском поссовете Всеволожского района
- с 1 февраля 1963 года — в составе Всеволожского горсовета[26].

## Фото

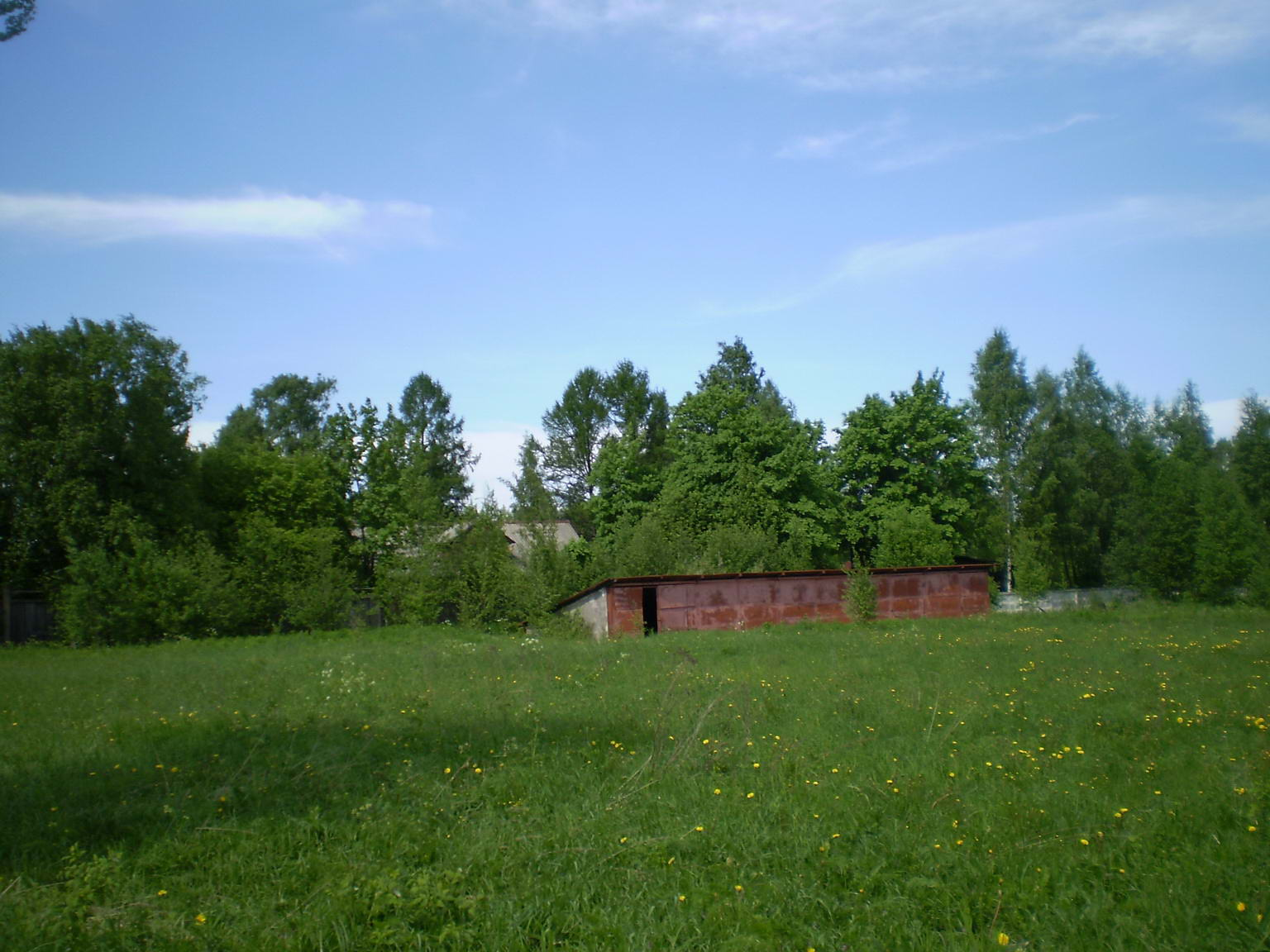
Магнитная станция (т.н. «Магнитка»). Место пересечения Дороги жизни Мельничным ручьём
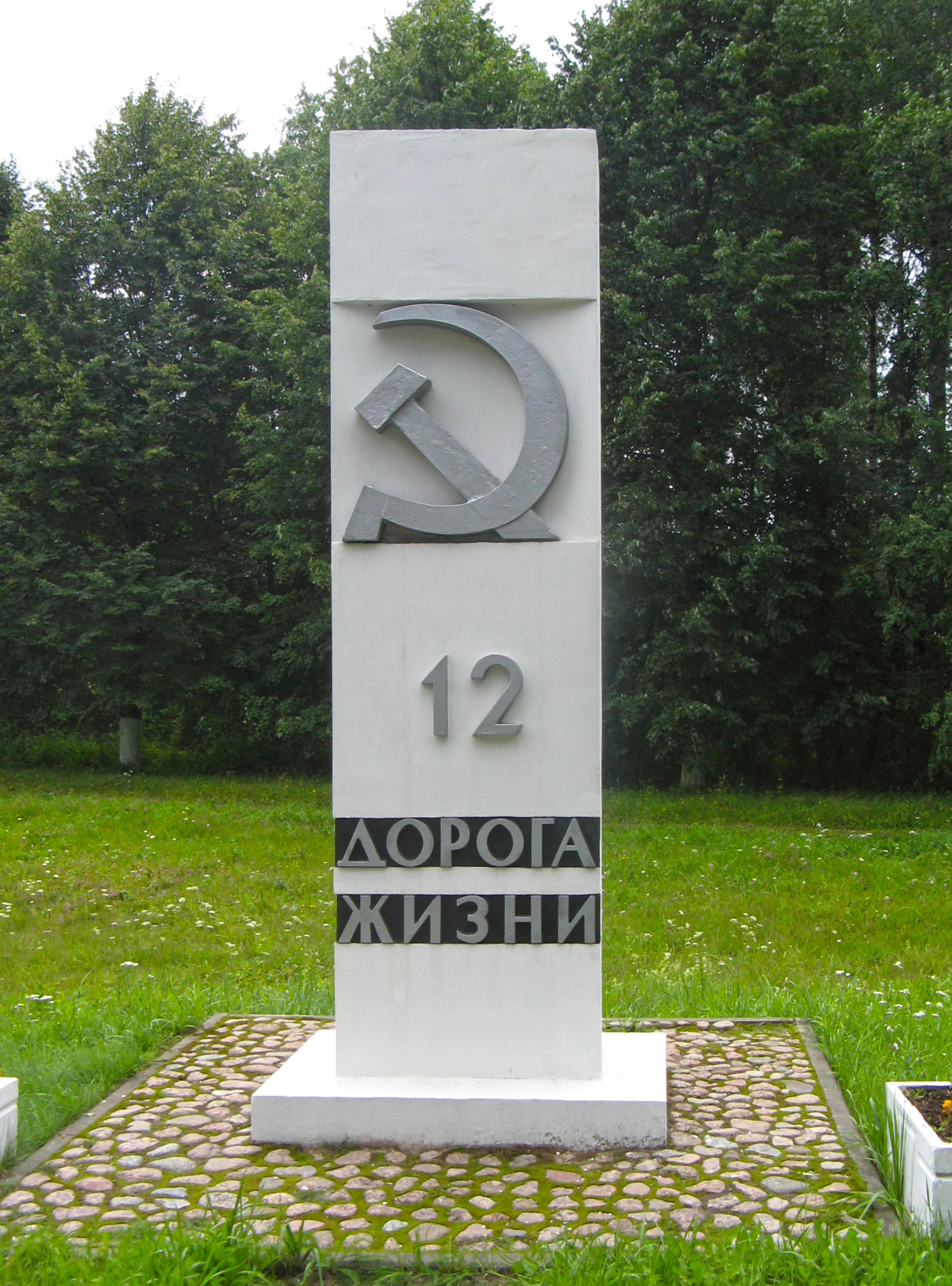
Памятный столб на Дороге жизни